# Nu assis sur un divan
Nu assis sur un divan (ou La Belle Romaine) est peinture à l'huile sur toile de 100 × 65 cm de l'artiste italien Amedeo Modigliani représentant une femme, partiellement drapée, assise,  les jambes croisées sur fond rouge. L'œuvre faisait partie d'une série de nus peints par Modigliani en 1917 qui a fait sensation lors de son exposition à Paris cette année-là. Le 2 novembre 2010, le tableau s'est vendu aux enchères à New York pour 68,9 millions de dollars, un prix record pour une œuvre de Modigliani. 
Les dizaines de nus que Modigliani peint entre 1916 et 1919 constituent plusieurs de ses œuvres les plus connues. À la fois abstraites et érotiquement détaillées, ces toiles représentent une forme de grâce ancienne faisant référence à des nus de la Renaissance italienne tout en faisant montre de la sexualité de leurs sujets ; ils « illustrent sa position entre tradition et modernisme ».  
Cette série de nus est commandée par le marchand et ami de Modigliani, Léopold Zborowski, qui prête son appartement au peintre, lui fournit les modèles et du matériel de peinture, et le paye entre quinze et vingt francs par jour pour son travail. Les peintures issues de cet arrangement étaient donc différentes de ses précédentes représentations d'amis et d'amants, en ce qu'elles étaient financées par Zborowski, soit pour sa propre collection, comme faveur faite à son ami, soit en tenant compte de leur « potentiel commercial », plutôt qu'originaire du cercle personnel de connaissances de l'artiste.  
Le salon de Paris de 1917 est la seule exposition personnelle de Modigliani, et reste « notoire » dans l'histoire de l'art moderne pour son accueil critique sensationnel et les problèmes connexes concernant l'obscénité. La police ferme l'exposition le jour de son ouverture, mais la rouvre par la suite, probablement parce que les œuvres n'étaient plus visibles au travers des vitres depuis l'extérieur de la galerie.  
La description du catalogue de vente 2010 de Sotheby's indique que sept nus sont exposés lors de l'exposition de 1917, dont quatre sont intitulés Nu, et suggère que ces huiles étaient des rendus post-coïtaux, en ce que les femmes continuent à rougir et à se prélasser dans l'« afterglow » (sentiment de bien-être voire euphorique à la suite d'une activité sexuelle).  
En 1999, Nude Sitting on a Divan s'est vendu chez Sotheby's pour 68,9 millions de dollars, un prix record pour une peinture de l'artiste.  

## Voir également
- Liste des peintures les plus chères